# Battlefield Heroes
Battlefield Heroes var et online, 3rd person shooter, tegnefilms computerspil fra 2008, baseret på 2. verdenskrig. 
Spillet var bygget op  på de to sider der kæmpede mod hinanden; "Nationals" og "Royals", hvor man selv kunne vælge hvilken side man vil kæmpe for. 
Battlefield Heroes, der tre forskellige måder (klasser) at kæmpe på, de hedder således: (Commando, Soldier, Gunner.) hvor hver klasse her sine helt egne unikke evner. 
Spillet er udviklet af EA, og var en stor succes, men blev den 14. juli 2015 lukket helt ned på grund af mangel på spillere.